# John Swanwick
John Swanwick (ur. 1759 w Liverpoolu, zm. 1 sierpnia 1798 w Filadelfii) – amerykański polityk, parlamentarzysta i poeta. 
Wraz z rodziną opuścił Anglię i udał się do kolonii amerykańskich około 1770 roku. W Kongresie przez dwie kadencje reprezentował stan Pensylwania. Wydał tomik Poems on Several Occasions (1797). W czasie epidemii żółtej febry w Filadelfii w 1798 roku, Swanwick spędzał większość czasu w domu. Jednak ostatecznie zaraził się chorobą i zmarł 1 sierpnia 1798 roku w Filadelfii, gdzie został pochowany w kościele św. Piotra.